# Christoph Gottfried Nicolaus Gesterding
Christoph Gottfried Nicolaus Gesterding (* 18. November 1740 in Greifswald; † 28. Februar 1802 ebenda) war ein deutscher Jurist und Historiker in Schwedisch-Pommern.

## Leben
Der Sohn des Greifswalder Bürgermeisters Johann Matthias Gesterding besuchte die Greifswalder Stadtschule, wo der Rektor Hermann Jacob Lasius seine Entwicklung maßgeblich beeinflusste. Von 1756 bis 1759 studierte er an der Universität Greifswald, wo er sich den Rechtswissenschaften und der Geschichte unter Augustin von Balthasar zuwandte. Am 17. Mai 1763 wurde er zum Doktor beider Rechte promoviert. Bald darauf habilitierte er sich und wurde Privatdozent an der Universität Greifswald.  Er wählte jedoch eine Laufbahn als praktizierender Jurist und wurde Sachwalter am Wismarer Tribunal.
Gesterding veröffentlichte verschiedene Schriften zu juristischen Themen, unter anderem zum Römischen und Lübischen Recht. Daneben befasste er sich mit der Geschichte Pommerns und gab drei Zeitschriften heraus.
Seiner Ehe mit Wilhelmine Breitsprecher entstammten die Söhne
- Carl Gesterding (1774–1843), deutscher Jurist, Historiker und Bürgermeister von Greifswald
- Franz Gesterding (1781–1841), deutscher Rechtswissenschaftler und Hochschullehrer

## Schriften (Auswahl)
- Litteratur des pommerschen Lehnrechtes. Greifswald 1773.
- Verzeichnis pommerscher Urkunden. Rostock 1781 ff.
- Thesaurus juris Lubecensis. 1787–1790.
- Analecta iuris Lubecensis. 1800.

Zeitschriften:
- Pommersches Magazin. Greifswald 1774–1782.
- Pommersches Museum. 1782–1790. 4 Hefte. (Digitalisat in der Digitalen Bibliothek Mecklenburg-Vorpommern)
- Pommersche Mannigfaltigkeiten. 1796.